# Nokia 5
Nokia 5 là chiếc điện thoại thông minh tầm trung chạy hệ điều hành Android Nougat 7.1.1, được HMD Global Oy giới thiệu vào ngày 26 tháng 2 năm 2017 cùng với điện thoại thông minh Nokia 6, Nokia 3 và điện thoại phổ thông Nokia 3310 (2017) trong khuôn khổ triển lãm MWC 2017 tại Barcelona, Ý.

## Phần cứng[1]

### SoC
Nokia 5 được giới thiệu với bộ xử lý Qualcomm Snapdragon 430 với 8 nhân ARMv8 (Cortex-A53), xung nhịp 1,4 GHz; đi kèm với chip đồ họa Adreno 505. Đây là con chip tầm trung, có thể đảm bảo việc thực hiện các tác vụ thông thường một cách mượt mà.

### RAM
Nhà sản xuất đã láp ráp máy với bộ nhớ RAM 2 GB để phù hợp và đủ sức cảnh tranh với các sản phẩm tầm trung hiện tại như Sony Xperia XA, ASUS Zenfone 3 Max 5.5, Samsung Galaxy J5 Prime,...

### Màn hình
Nokia 5 sử dung màn hình IPS 5,2 inches, kích thước màn hình to và có màu sắc vô cùng rực rỡ. Độ phân giải màn hình lên tới HD (720p) cho các chi tiết được hiển thị sắc nét. Được gia công với kính đến từ Corning (Gorilla Glass) giảm thiểu tác động làm trầy xước, va đập, nứt vỡ cộng viền cong 2,5D sẽ tạo cho người sử dụng máy cảm giác ít bị cấn tay hơn.

### Camera
Camera trước có độ phân giải lên đến 13 MP cho kích thước điểm ảnh đạt 1,12 micron mét, khẩu độ f/2.0, đèn flash led kép hai tông màu với công nghệ lấy nét theo pha sẽ đảm bảo chất lượng ảnh cao trong phân khúc tầm trung.
Ngoài ra, phía trước của máy cũng được hãng ưu ái trang bị một camera góc rộng 84 độ với độ phân giải tới 8 MP, kích thước điểm ảnh và khẩu độ đạt thông số như camera trước và có thể tự động lấy nét, hứa hẹn cho những bức ảnh selfie chất lượng cao.

### Pin
Dung lượng pin của Nokia 5 đạt mức khá tốt khi được trang bị thỏi pin 3000 mAh, không tháo rời để đảm bảo độ nguyên khối của thiết bị.

## Phần mềm
Nokia 5 sẽ được chạy sẵn hệ điều hành Android Nougat 7.1.1 với giao diện gần như bản gốc cho máy đạt tốc độ mượt mà dù chỉ được trang bị con chip tầm trung Snapdragon 430.
Ngoài ra, hãng cũng hợp tác với Google, Inc. để đưa trợ lý ảo Google Assistant lên thiết bị.